# Cinci săptămâni în balon (film din 1966)
Cinci săptămâni în balon este un film românesc din 1966 regizat de Olimp Vărășteanu.